# الهنود في أوغندا
هناك مجتمع كبير من الناس من أصل هندي يعيشون في أوغندا. في عام 2003، كان هناك ما يقدر بنحو 15000 شخص من أصل آسيوي (أغلبهم هنود وباكستانيين) يعيشون في أوغندا مقارنة بقرابة 80.000 شخص قبل طردهم من قبل عيدي أمين في عام 1972.
عاد الكثيرون إلى أوغندا في الثمانينيات والتسعينيات واستمروا مرة أخرى في السيطرة على اقتصاد البلاد. على الرغم من أنهم يشكلون أقل من 1٪ من السكان، يُقدر أنهم يساهمون بنسبة تصل إلى 65٪ من عائدات الضرائب في البلاد. سودهير روباريليا، هو من أصل هندي، هو أغنى رجل في أوغندا وتقدر ثروته بمليار دولار.

## التاريخ
في عام 1895 بدأ بناء سكة حديد أوغندا. منحت شركة إمبريال بريتيش إيست أفريكا عقدًا لعلي بھائي ملا جیونجي، وهو وكيل مقره في كراتشي، لتزويد المشروع بالقوى العاملة المطلوبة. جند جيونجي قوته العاملة من منطقة البنجاب في الهند البريطانية. المجموعة الأولى التي وصلت كانت تضم ما مجموعه 350 رجلاً، وعلى مدى ست سنوات، عمل ما مجموعه 31895 رجلاً في المشروع. مات البعض هناك، وعاد آخرون إلى الهند بعد انتهاء عقودهم، واختار آخرون البقاء. انضم إلى المجتمع في وقت لاحق التجار الكجراتيين الذين يطلق عليهم «المسافرون الهنود»، سواء كانوا من الهندوس أو المسلمين المهاجرين الأحرار الذين جاؤوا لخدمة الاحتياجات الاقتصادية للعمال بالسخرة وللاستفادة من الفرص الاقتصادية.
بمرور الوقت، أصبح الهنود مزدهرون وسيطروا على جزء كبير من الاقتصاد الأوغندي، حيث عمل البعض في وظائف «مشرفين استعماريين» للنظام البريطاني، مما أدى إلى تصاعد الاستياء ورهاب الهنود. أدت هذه الاستياءات إلى أزمة عندما أطاح عيدي أمين بميلتون أوبوتي عن طريق الانقلاب العسكري في عام 1971. وفي العام التالي، أمر أمين بطرد الآسيويين الذين يعيشون في أوغندا. نتيجة لذلك، هاجر العديد من الهنود إلى المملكة المتحدة وكندا والولايات المتحدة وأماكن أخرى وبدأوا في إعادة بناء حياتهم. بعد وفاة أمين، بدأ المزيد من الهنود الذين ولدوا في أوغندا بالعودة إليها مجددا.
من الناحية السكانية لا يُعرف عدد الأشخاص ذات الأصل الأوغندي الهندي المختلط (الأوغنديون متعددو الأعراق في أوغندا).